# Claycomo
Claycomo – wieś w Stanach Zjednoczonych, w stanie Missouri, w hrabstwie Clay.